# Henri Hubert
Henri Pierre Eugène Hubert (París, 23 de junio de 1872 - 25 de mayo de 1927), fue un arqueólogo y sociólogo francés; de los estudios comparativos sobre religiones. Es conocido por su trabajo sobre los celtas y su colaboración con Marcel Mauss y otros miembros del L'Année Sociologique.
Hubert nació y se crio en París, donde estudió en el Lycée Louis-le-Grand. Ahí recibió la influencia de Abbé Quentin, quien lo inició en el interés por la religión, y específicamente, por las religiones asirias. Ingresó en la École Normale Supérieure. Comenzó a estudiar historia de la cristiandad. Se graduó como historiador en 1895 luego de estudiar la Iglesia ortodoxa, el Imperio bizantino y la iconoclasia. Su tesis doctoral se enfocaba en El origen de los celtas, y Ensayo sobre el tiempo: un estudio breve sobre la representación del tiempo en la religión y la magia. 
La muerte de Durkheim en 1917 y la de su esposa en labor de parto en 1924 afectaron profundamente a Hubert. Murió en 1927.

## Obra

### Algunas publicaciones
- Henri Hubert y Marcel Mauss

Étude sommaire de la représentation du temps dans la religion et la magie. (1905) Mélanges d'histoire des religions
Esquisse d'une theorie generale de la magie. Année sociologique. 1904. V. 7. P. 1–147.
- Marcel Mauss und Henri Hubert, »Entwurf einer allgemeinen Theorie der Magie«, in: Marcel Mauss, Soziologie und Anthropologie, v. 1, Frankfurt am Main 1989 [1904/1905] Online

Sacrifice: Ist Nature and Function. Tradujo W. D. Halls, prólogo de E. E. Evans-Pritchard. Londres, Cohen & West 1968
Manuel d'histoire des religions. Traducida sobre la 2ª ed. alemana bajo la dirección de Henri Hubert & Isidore Levy. Paris, Colin, 1904
- Mélanges d'histoire des religions : de quelques résultats de la sociologie religieuse, le sacrifice, l'origine des pouvoirs magiques, la représentation du temps, Paris, Félix Alcan, coll. «Bibliothèque de philosophie contemporaine» (1909)
- Les Celtes et l'expansion celtique jusqu'à l'époque de La Tène, L’Évolution de l’humanité, Albin Michel Paris (1932) reedición (1974), reeditó Jean de Bonnot (2007)
- Les Celtes depuis l'époque de la Tène et la civilisation celtique, L’Évolution de l’humanité, La Renaissance Lu livre (1932), reeditó Jean de Bonnot (2007)
- Les Germains: Cours professé à l'école du Louvre en 1924–1925, Albin Michel Paris (1952)

- The History of the Celtic People. edición de un volumen, incluyendo The Rise of the Celts" y „The Greatness and Decline of the Celts“. London, Bracken Books, 1992 (La historia del pueblo celta es una reimpresión en facsímil de los dos volúmenes de Henri Hubert, „The Rise of the Celts“ y „The Greatness and Decline of the Celts“, los cuales fueron publicados por primera vez en inglés en 1934.)

- Les celtes et l‘expansion celtique. 2) Les celtes depuis l‘époque de la tène. L Évolution de l Humanité – síntesis colectiva XXI. 1. Section IV. Le Monde Antique Rome et la Civilisation Romaine VI + VIbis. Paris, Albin Michel, 1950

- Algunos objetos de bronce encontrados en Byblos. Extraído de la Revue Syria, 192. Librairie Paul Geuthner, Paris, 1925

- Datos: Q2440796
- Multimedia: Henri Hubert / Q2440796